# Kryszyłowszczyzna
Kryszyłowszczyzna (biał. Крышылоўшчына; ros. Крышиловщина) – wieś na Białorusi, w obwodzie grodzieńskim, w rejonie korelickim, w sielsowiecie Łuki.
Znajduje się tu parafialna cerkiew prawosławna pw. św. Mikołaja Cudotwórcy.

## Historia
W dwudziestoleciu międzywojennym wieś i folwark leżące w Polsce, w województwie nowogródzkim, w powiecie stołpeckim, w gminie Żuchowicze. W 1921 wieś i folwark liczyły łącznie 420 mieszkańców, zamieszkałych w 67 budynkach, w tym 416 Białorusinów i 4 Polaków. 416 mieszkańców było wyznania prawosławnego i 4 rzymskokatolickiego.
Po II wojnie światowej w granicach Związku Sowieckiego. Od 1991 w niepodległej Białorusi.